# Big Youth (singolo)
Big Youth è un singolo del gruppo musicale statunitense Crosses, pubblicato il 12 ottobre 2023 come terzo estratto dal secondo album in studio Goodnight, God Bless, I Love U, Delete..

## Descrizione
Il brano è stato realizzato con la partecipazione vocale di El-P dei Run the Jewels, scelto dai Crosses dopo essere rimasti colpiti dall'album RTJ4 e contattato a ridosso delle fasi finali dell'album. Musicalmente presenta alcune novità per il gruppo, come l'uso del rapping da parte del cantante Chino Moreno oltreché del sopramenzionato El-P; anche il testo, come spiegato dal polistrumentista Shaun Lopez, si discosta dalla maggior parte delle loro produzioni, più incentrate su tematiche amorose, affrontando invece i cosiddetti leoni da tastiera che cercavano di dire cosa doveva fare il cantante Chino Moreno a livello musicale nei social network.

## Video musicale
Il video, reso disponibile l'8 febbraio 2024, è stato girato in bianco e nero mostra il duo eseguire il brano davanti a uno schermo che proietta immagini stridenti, accompagnati nella sezione centrale da El-P.

## Tracce
Testi di Chino Moreno e El-P, musiche dei Crosses.
1. Big Youth (feat. El-P) – 3:03

## Formazione
Hanno partecipato alle registrazioni, secondo le note di copertina di Goodnight, God Bless, I Love U, Delete.:
Gruppo
- Chino Moreno – voce, strumentazione, programmazione
- Shaun Lopez – strumentazione, programmazione

Produzione
- Crosses – produzione
- Clint Gibbs – missaggio
- Shaun Lopez – produzione e ingegneria parti vocali
- Eric Broyhill – mastering